# مین جین وونگ
مین جین وونگ (کره‌ای: 민진웅؛ زادهٔ ۲۲ اوت ۱۹۸۶) بازیگر اهل کره جنوبی است. او در مجموعه‌های تلویزیونی یونگ پال (۲۰۱۵) و خاطرات الحمرا (۲۰۱۸) ایفای نقش کرده‌است. مین به خاطر ایفای نقش در مجموعه تلویزیونی پدرم عجیبه (۲۰۱۷) به شهرت رسید.

## فیلم‌شناسی

### مجموعه تلویزیونی
| سال       | عنوان                              | نقش                        | منابع |
| --------- | ---------------------------------- | -------------------------- | ----- |
| ۲۰۱۵      | یونگ پال                           | لی سانگ چول                |       |
| ۲۰۱۶      | خانم پلیس ۲                        | سوک جین                    |       |
| ۲۰۱۶      | تنهایی نوشیدن                      | مین جین وونگ               |       |
| ۲۰۱۷      | پدرم عجیبه                         | بیون جون یونگ              |       |
| ۲۰۱۷      | درامای ویژه کی‌بی‌اس - عشق موی کوتاه | سون شی وو                  |       |
| ۲۰۱۸–۲۰۱۹ | خاطرات الحمرا                      | سو جانگ هون                | [ ۲ ] |
| ۲۰۱۹–۲۰۲۰ | شکلات                              | مون ته هیون                | [ ۳ ] |
| ۲۰۲۰      | هیج‌کس نمی‌داند                      | لی جه هونگ                 |       |
| ۲۰۲۱      | بازرس مخفی سلطنتی و جوی            | یوک چیل                    | [ ۴ ] |
| ۲۰۲۲      | فردا                               | سونگ جین هو (حضور افتخاری) | [ ۵ ] |